# Communauté de communes Comté de Provence
Die Communauté de communes Comté de Provence war ein französischer Gemeindeverband mit der Rechtsform einer Communauté de communes im Département Var in der Region Provence-Alpes-Côte d’Azur. Sie wurde am 26. Dezember 2001 gegründet und umfasste zwölf Gemeinden. Der Verwaltungssitz befand sich im Ort Brignoles.
Am 1. Januar 2017 wurde der Gemeindeverband mit der Communauté de communes Sainte Baume-Mont Aurélien und der Communauté de communes du Val d’Issole zur neuen Communauté d’agglomération de la Provence Verte zusammengeschlossen.

## Mitgliedsgemeinden
1. Brignoles
2. Camps-la-Source
3. Carcès
4. La Celle
5. Châteauvert
6. Correns
7. Cotignac
8. Entrecasteaux
9. Montfort-sur-Argens
10. Tourves
11. Le Val
12. Vins-sur-Caramy